# Gavrochinette
Gavrochinette de son vrai nom Henriette Franklin est une chanteuse de café-concert et transformiste française de la Belle Époque, connue principalement pour ses travestissements masculins sur scène. Elle serait née vers 1873 et morte vers 1945.

## Biographie
Henriette Franklin dite Gavrochinette, aurait débuté, selon la presse de l'époque, sa carrière artistique à seulement 15 ans, en travesti, sous le nom du « Petit Henri » dans les caves, avant d'être engagée au Casino des Concierges, en 1894.

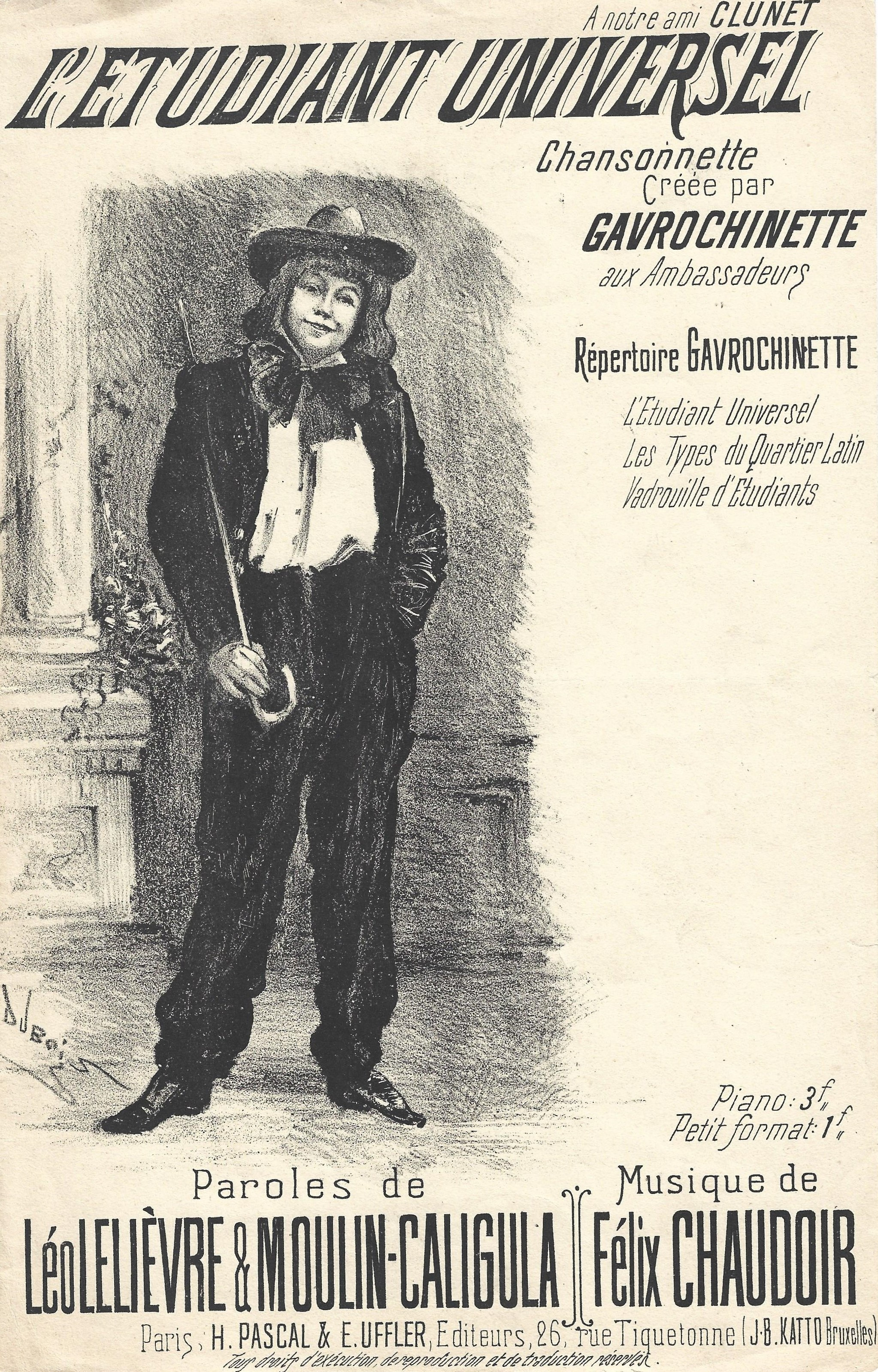
Partition de la chanson l'Étudiant Universel créée par Gavrochinette (vers1895)

L'année suivante, en 1895, elle se produit au célèbre Moulin Rouge de Montmartre, aux côtés des figures populaires du lieu, telles que La Goulue, Grille d'Égout, Cha-U-Kao ou encore Jane Avril. On la retrouve  aussi la Scala en 1896-97, aux Ambassadeurs en 1897-98 (aussi en 1906), au Kursaal, à l'Eldorado, et au Petit-Casino où elle connaît un fort succès.
Son répertoire est principalement composé de chansons grivoises, comiques et de succès populaires du café-concert tels que Viens, Poupoule !, créée par Félix Mayol en 1902. Quoique modeste, sa notoriété lui permet d'apparaître comme créatrice de plusieurs chansons sur quelques partitions comme L'Étudiant universel, ou  Ah ! Clarisse. Cette notoriété la conduit également au studio des disques Odéon où elle grave quatre titres en 1907. Dans son personnage de Gavroche au féminin, elle interprète également des textes destinés initialement à des hommes. Au travers de ses chansons, elle se met tantôt dans la peau d'un étudiant, tantôt dans celui d'un époux outragé, comme dans Tu n'm'y r'prendras pas (Claudinette).
Malgré un certain succès durant la Belle Époque, à la suite de la Grande Guerre, « la diseuse travestie » Gavrochinette disparaît complètement. Sa dernière mention connue date de 1933.

## Discographie

### 1907
D'après la Phonobase:
- Tu n'm'y r'prendras pas (Claudinette) (.H. Piccolini -  E. Herbel - L. Roydel) (Odeon 60169 / matr. xP3145)
- Remettez-nous ça (Odeon 60170 / matr. xP3146)

- La Môme Chapelure (F. Vagues - V. Tarault) (Odeon 60171 / matr. xP3147)
- Viens ma gigolette (Odeon 60172 / matr. xP3150)

### Réédition
- Tu n'm'y r'prendras pas, Anthologie de la chanson française traditionnelle coffret 1 : 1900-1920 (15 CD, publiés en  2002) : CD n°6, piste 14.